# Larisa (Tessàlia)
|  | Per a altres significats, vegeu «Larisa (desambiguació)». |

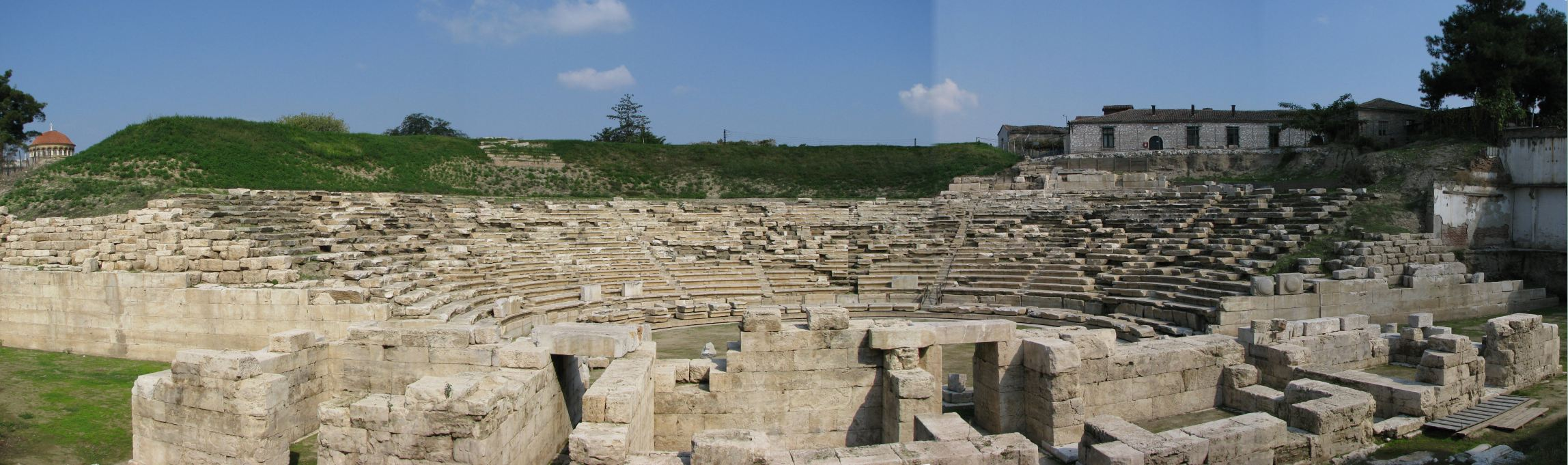
Antic teatre

Larisa o Larissa (grec: Λάρισα; grec antic: Λάρισα, i, menys sovint, Λάρισσα) és una ciutat de Grècia, capital de Tessàlia i de la unitat perifèrica de Larisa. En el cens del 2011 consta amb 163.380 habitants (la unitat regional hi consta amb 284.420 habitants). És en una plana agrícola a la riba sud de l'antic riu Peneu. S'han trobat restes del Paleolític a la regió, i es conserven molt poques restes d'època antiga.

## Municipalitat
La municipalitat de Larisa es creà en la reorganització administrativa de l'1 de gener de 2011 amb el municipi de Larisa i els municipis de Koilada i Giannouli, cadascuna de les quals va esdevenir una unitat municipal. Anteriorment estava dividida en 4 ciutats-districtes o comunitats municipals (amb 29 àrees) i 2 comunitats suburbanes. La municipalitat incloïa, a més dels 4 districtes, la comunitat de Terpsithèa (amb la comunitat suburbana d'Argyssa).
Primer Districte Municipal
(pob. 26.035)
1. Papastàvrou
2. Saint Athanàsios
3. Alkazàr
4. Hippocrates-Pèra
5. Potamòpolis
6. Philippòpolis
7. Livadàki
8. Saint Thomas
9. Saint Paraskevi-Mezourlo
10. Neàpolis

Segon Districte Municipal 
(pob. 41.816)
1. Saint Achellios
2. Saint Nikòlaos
3. Ambelòkipoi
4. Saints Sarànta
5. Saint Konstandinos
6. Stathmòs

Tercer Districte Municipal
(pob. 30.121)
1. Lachanòkipoi
2. Nèa Smyrne-Kamynia
3. Kalyvia-Saint Marina
4. Saint Geòrgios
5. Anatoli
6. Koulouri
7. Amphithèa

Quart Districte Municipal 
(pob. 26.814)
1. Charavgi-Toumba-OKE
2. Pyrovolikà-Pharos
3. Avèrof-Sèkfo
4. Nèa Politia
5. Epiròtika
6. Anthoupolis
7. Neràida
8. Kàmpos

Communitat de Terpsithèa
(pob. 1.290)
1. Terpsithèa
2. Argyssa

## Demografia
- 1889: 13.610 (ciutat)
- 1907: 18.001 (ciutat)
- 1907: 95.066 (prefectura)
- 1991: 113.781 (ciutat)
- 1991: 277.973 (prefectura)
- 2001: 126.076 (ciutat)
- 2001: 279.305 (prefectura)
- 2011: 163.380 (nova municipalitat)
- 2011: 284.420 (prefectura)

## Història
La seva fundació s'atribueix a Acrísios. El seu nom és pelasg, anterior als indoeuropeus o aqueus. Els habitants locals, els perrebeus, van ser expulsats de la ciutat pels tessalis i els de la rodalia hi van quedar subjectes. El seu nom antic era suposadament Argissa, nom que cita Homer.
Era una ciutat independent, amb una constitució democràtica segons Aristòtil, regida per l'aristocràtica família dels alèuades, que governaven tot el districte de la Pelasgiotis. A aquesta família corresponia el títol de tagos de Tessàlia, equivalent a estrateg en cap. Els alèuades van rivalitzar amb els escòpades de Crannon, situada a uns 20 km al sud-oest. Durant la Guerra del Peloponès la ciutat era aliada d'Atenes, segurament perquè compartia els mateixos principis democràtics. El poder dels alèuades s'acabà quan Filip II de Macedònia es va apoderar de Tessàlia el 369 aC.
El rei Filip V de Macedònia, en la Segona Guerra macedònica contra els romans, la va tenir com una de les seves places militars principals i allí guardà tota la documentació reial durant el seu enfrontament amb Tit Quinti Flaminí. Després, però, de la batalla de Cinoscèfales el 197 aC la va haver de cedir a Roma i va destruir prèviament tots els arxius, segons Polibi. Antíoc III el Gran, selèucida, va intentar ocupar la ciutat el 191 aC, però no ho va aconseguir.
A l'època d'Estrabó era una ciutat romana i va mantenir la seva importància sota l'imperi. Al segle vi Justinià I la fortificà i és esmentada com la principal ciutat de Tessàlia, i era seu d'un bisbe, segons el geògraf Hièrocles. Al segle ix era la capital del tema d'Hèl·lade, i va subsistir fins al segle x, fins que els búlgars la van ocupar el 985 o 986. Recuperada pels romans d'Orient al segle xi, va resistir un setge dels normands el 1082-1083. Va caure en mans dels croats llatins el 1204 quan hi van establir la Francocràcia, i dels serbis el 1348.
El 1386/1387 va ser conquerida pels otomans per primer cop per obra de Gazi Evrenos i Khayr al-Din Paixà; perduda poc després, la van reconquerir entre 1392/1393 i 1396/1397 sota el sultà Baiazet I; es va perdre, però, altre cop. Al 1423 la va conquerir definitivament Turakhan Beg (que en va ser el primer governador i el succeí el seu fill Omer Beg el 1456) i es va dir Yenishehér o Yenisehr (Yeni Shehir). Va ser la capital d'un pashalik (Tessàlia) des de 1770, quan tenia una població d'uns 40.000 habitants. Hi va haver algunes revoltes, la principal de les quals va ser la del bisbe local Dionisi el 1600-1601. Als segles xvii i xviii celebrava una fira a la qual va anar fins i tot el sultà Mehmet IV el 1668.
Durant la Guerra de la Independència grega no participà en els combats i els turcs la van conservar. El 1881 va passar a Grècia. El 1897 els otomans la van ocupar temporalment; el tractat de pau, però, la va reconèixer per a Grècia (1898). Els habitants turcs en van emigrar entre 1881 i 1898.